# Culumana vitta
Culumana vitta är en insektsart som beskrevs av Delong och Freytag 1972. Culumana vitta ingår i släktet Culumana och familjen dvärgstritar. Inga underarter finns listade i Catalogue of Life.